# Artjom Izakovič Alihanjan
Artjom Izakovič Alihanjan (armensko Արտեմ Իսահակի Ալիխանյան; rusko Артём Исаакович Алиханян), armensko-ruski fizik, * 24. junij 1908, Tbilisi, sedaj Gruzija, † 26. februar 1978, Erevan, Sovjetska zveza (sedaj Armenija).
Alihanjan je bil mlajši brat Abrahama Izakoviča Alihanova.